# Safaridska dinastija
Safaridska Monarhija (perz. سلسله صفاریان) je naziv za iransko državo, ki je obstajala od 9. stoletja do 11. stoletja in je obsegala jugovzhod današnjega Irana, jugozahod Afganistana in severozahod Pakistana. Safavidska dinastija je dobila ime po svojem ustanovitelju Jakubu Laithu Safariju, možu iz skromne družine, ki je svojo kariero začel kot bakreni kovač, (perzijsko ṣaffār) in se nato posvetil vojskovanju. Na začetku svoje vojaške kariere je osvojil regijo Sistan in nato razširil svojo oblast na večino Iranske planote, kar je privedlo do padca iranske Tahiridske monarhije. Vladal je iz Zaranja v današnjem Afganistanu, konec njegove vojaške kariere pa je zaznamoval poraz proti Abasidom v bitki pri Bagdadu. Moč Safaridskega cesarstva ni trajala dolgo po njegovi smrti; njegov brat in naslednik Amr bin Laith je bil leta 900 poražen v bitki proti Ismailu Samaniju, nakar je bil prisiljen predati nadzor nad večino svojega ozemlja. Safaridi so za kratek čas vladali kot vazali Samanidov in so bili leta 10 dokončno politično popolnoma absorbirani v Gaznavidsko monarhijo.

## Vladarji Safaridske dinastije
| Naslovno ime                                                                                 | Osebno ime                                                                            | ReiVladavinagn |
| -------------------------------------------------------------------------------------------- | ------------------------------------------------------------------------------------- | -------------- |
| Neodvisnost od Abasidskega kalifata.                                                         |                                                                                       |                |
| Amir أمیر‎ al-Saffar coppersmith الصفار‎                                                       | Ya'qub ibn Layth یعقوب بن اللیث ‎                                                      | 861–879 CE     |
| Amir أمیر‎                                                                                    | Amr ibn al-Layth عمرو بن اللیث ‎                                                       | 879–901        |
| Amir أمیر‎ Abul-Hasan أبو الحسن‎                                                               | Tahir ibn Muhammad ibn Amr طاھر بن محمد بن عمرو ‎ co-ruler Ya'qub ibn Muhammad ibn Amr | 901–908        |
| Amir أمیر‎                                                                                    | al-Layth ibn 'Ali اللیث بن علي‎                                                        | 908–910        |
| Amir أمیر‎                                                                                    | Muhammad ibn Ali ibn al-Layth محمد بن علي‎                                             | 910–911        |
| Amir أمیر‎                                                                                    | Al-Mu'addal ibn 'Ali المعضل ابن علي‎                                                   | 911            |
| Amir أمیر‎ Abu Hafs ابو حفص‎                                                                   | Amr ibn Ya'qub ibn Muhammad ibn Amr عمرو بن یعقوب بن محمد بن عمرو‎                     | 912–913        |
| Samanidska okupacija 913–922.                                                                |                                                                                       |                |
| Amir أمیر‎ Abu Ja'far ابو جعفر‎                                                                | Abu Ja'far Ahmad ibn Muhammad                                                         | 922–963        |
| Amir أمیر‎ Wali-ud-Daulah ولي الدولة ‎                                                         | Khalaf ibn Ahmad ibn Muhammad ibn Khalaf ibn al-Layth ibn 'Ali                        | 963–1002       |
| Osvojil jih je Mahmud ibn Sebuktigin iz Gaznija leta 1002 n. št. iz Gaznavidskega cesarstva. |                                                                                       |                |